# 月舘バイパス
月舘バイパス（つきだて バイパス）は、福島県伊達郡川俣町を通る国道349号のバイパス道路である。

## 概要
- 起点：伊達郡川俣町飯坂
- 終点：伊達郡川俣町小島
- 延長：3,448m[1]
- 幅員：6.0（10.0）m[2]

国道349号は福島県を縦断し茨城県から宮城県を広域的に結ぶ幹線道路であり、福島県が指定する緊急輸送道路第二次確保路線に位置付けられている。しかし、川俣町から伊達市（旧月舘町）にかけ、屈曲する広瀬川に沿い、狭隘で急カーブの連続する区間が続き、防災点検における要対策箇所や、3.8kmに渡る大型車交互通行困難箇所が存在していた。これらの解消のため、鳴石トンネルを核とするバイパス道路の整備が1987年度に採択され、部分開通を経て2006年3月に鳴石トンネルの開通を以って全線開通した。

## 沿革
- 1987年度 - 事業採択、用地着手[2]
- 1990年度 - 工事着手[2]
- 1993年度 - 起点側0.6kmの供用開始[2]
- 1997年度 - 起点側0.9kmの供用開始[2]
- 2003年度 - 終点側0.6kmの供用開始[2]
- 2004年
  - 12月21日 - 鳴石トンネル起工[3]
- 2005年
  - 7月26日 - 鳴石トンネル貫通[3]
- 2006年
  - 3月24日 - 鳴石トンネルを含む1440mの供用開始。当区間の事業費は約17億円[1]。

### 道路施設
西光寺橋
- 全長：24.3 m
- 幅員：9.0（17.0）m
- 形式：単純PCプレテンT桁橋
- 竣工：1996年

川俣町飯坂に位置し、一級水系阿武隈川水系三百川を渡る。福島県道12号原町川俣線との交差点に接しており、橋上は上下対向車線と右折車線の計3車線で共用されている。
鳴石トンネル
- 全長：296.0m
- 幅員：6.0（9.75）m
- 有効高：4.7m
- 工法：新オーストリアトンネル工法（NATM） （発破掘削方式）
- 施工：佐藤・古俣特定建設工事共同企業体
- 竣工：2006年3月[5]
- 総工費：9億8800万円[3]

## 接続路線
- 国道349号二本松方面・福島県道12号原町川俣線（川俣町飯坂　起点）
- 国道349号伊達方面（川俣町小島　終点）